# Echinocereus russanthus
Echinocereus russanthus ist eine Pflanzenart in der Gattung Echinocereus aus der Familie der Kakteengewächse (Cactaceae). Das Artepitheton russanthus leitet sich vom lateinischen Wort russus für ‚rötlich‘ sowie dem griechischen Wort anthos für ‚Blüte‘ ab und verweist auf die Farbe der Blüten.

## Beschreibung
Echinocereus russanthus wächst einzeln oder verzweigt von der Basis her. Die aufrechten, zylindrischen Triebe sind 7,5 bis 25 Zentimeter lang und weisen Durchmesser von 5 bis 7,5 Zentimeter auf. Sie werden von der Bedornung verdeckt. Es sind zehn bis 18 Rippen vorhanden, die deutlich gehöckert sind. Die sieben bis zwölf spreizenden Mitteldornen sind rot, cremefarben oder bräunlich. Sie weisen eine Länge von bis zu 3 Zentimeter auf. Die 30 bis 45 rötlichen bis bräunlichen Randdornen sind bis zu 1,8 Zentimeter lang.
Die kurz trichterförmigen Blüten sind hellrot bis leuchtend rot. Sie erscheinen oft in Büscheln an den Seiten der Triebe und öffnen sich nicht immer vollständig. Die Blüten sind 2,5 bis 3 Zentimeter lang und erreichen ebensolche Durchmesser. Die grünen kugelförmigen Früchte sind stark bedornt.

## Verbreitung, Systematik und Gefährdung
Echinocereus russanthus ist in den Vereinigten Staaten im Big-Bend-Gebiet im Süden des Bundesstaates Texas sowie im benachbarten mexikanischen Bundesstaat Chihuahua verbreitet.
Die Erstbeschreibung durch Del Weniger wurde 1969 veröffentlicht. Nomenklatorische Synonyme sind Echinocereus chloranthus var. russanthus (D.Weniger) Lamb. ex G.D.Rowley (1974) und Echinocereus viridiflorus var. russanthus (D.Weniger) A.D.Zimmerman (2004).
In der Roten Liste gefährdeter Arten der IUCN wird die Art als „Least Concern (LC)“, d. h. als nicht gefährdet geführt.

## Nachweise